# Hay al-Arab SC Port Sudan
El Hay al-Arab SC de Port Sudan (àrab: نادي حي العرب الرياضي, Nādī Ḥayy al-ʿArab ar-Riyāḍī, ‘Club Esportiu de Hayy al-Arab (el Barri dels Àrabs)’) és un club sudanès de futbol de la ciutat de Port Sudan.

## Referències

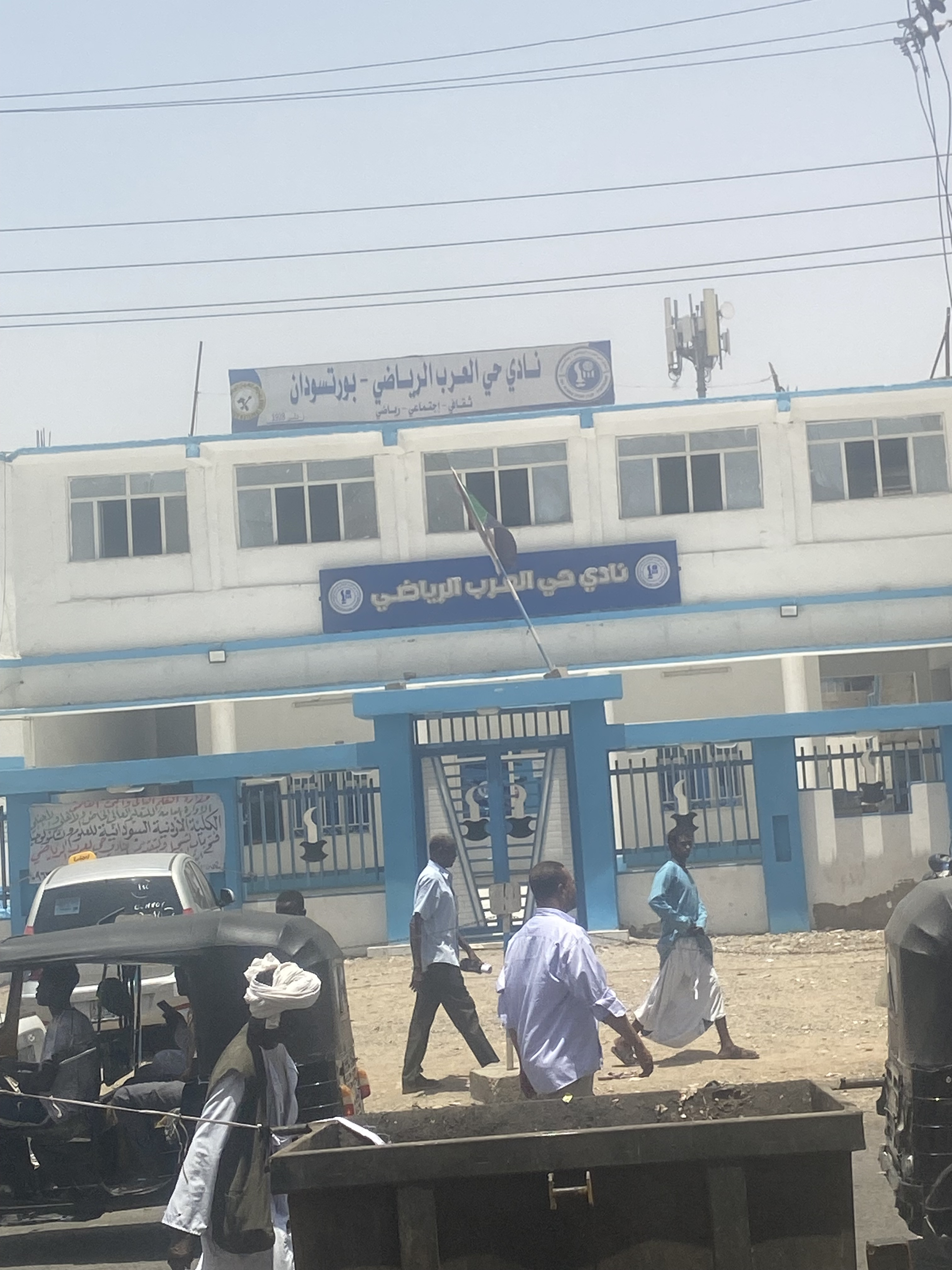
Seu del club Hay al-Arab SC a Port Sudan.

## Palmarès
- Copa sudanesa de futbol[3]
  - 1981